# Katukína jezik
Katukína jezik (ISO 639-3: kav; catuquina, katukina do jutaí, pidá-djapá), danas moža izumrli jezik porodice catuquinean, kojim je govorila svega jedna osoba 1976. godine. Pripadnici istoimenog plemena Katukína označavani imenom Katukina do Jutaí žive na rijekama Mutum i Biá, pritoke Jutaía u brazilskoj državi Acre.
Ne smije se brkati s panoanskim katukuna jezikom [knt] kojim govore pripadnici plemena Katukina do Juruá s rijeke Juruá.
Jedan od dijalekata mu je cutiadapa (kutia-dyapa; pleme Kutiá-diapá).

## Vanjske poveznice
- Ethnologue (14th)
- Ethnologue (15th)
- Lengua Katukina